# Phyllophaga scaramuzzai
Phyllophaga scaramuzzai är en skalbaggsart som beskrevs av Garcia-vidal 1988. Phyllophaga scaramuzzai ingår i släktet Phyllophaga och familjen Melolonthidae. Inga underarter finns listade i Catalogue of Life.